# Madonna del Parto (Piero della Francesca)
Pour les articles homonymes, voir Madonna del Parto.
La Madonna del Parto est une œuvre de Piero della Francesca, conservée au musée de Monterchi en Toscane (Italie).

## Histoire
Fresque de 260 × 203 cm réalisée autour de 1455, pour la ville natale, Monterchi, de la mère du peintre, elle fut initialement peinte dans l'église Santa Maria di Momentana, à l'écart du village.
Il s'agit d'une des œuvres de la maturité de Piero della Francesca dont la datation fut longtemps controversée. Selon Giorgio Vasari, elle fut réalisée en 1459, lorsque l'artiste revint dans la région de Sansepolcro pour la mort de sa mère. Néanmoins, les critiques aujourd'hui se sont mis d'accord pour dater l'œuvre aux environs de 1460. Les analyses de la fresque montrent qu'elle semble avoir été peinte en sept jours. Le commanditaire est toutefois inconnu.
L'église a été détruite en 1785 pour permettre l'établissement d'un cimetière et remplacée par une petite chapelle funéraire, dont l'unique mur ancien conserva heureusement la fresque dans la maçonnerie. Ce n'est qu'en 1889 que l'œuvre de Piero est redécouverte. Après restauration, elle est déposée en 1993 dans l'ancienne école élémentaire de Monterchi, en principe de manière temporaire. Aujourd'hui le bâtiment est  transformé en musée pour cette seule œuvre, accompagnée d'une vidéo d'information. Elle est exposée derrière une épaisse vitre blindée, dans un local climatisé.

### Le débat relatif à la propriété de l’œuvre

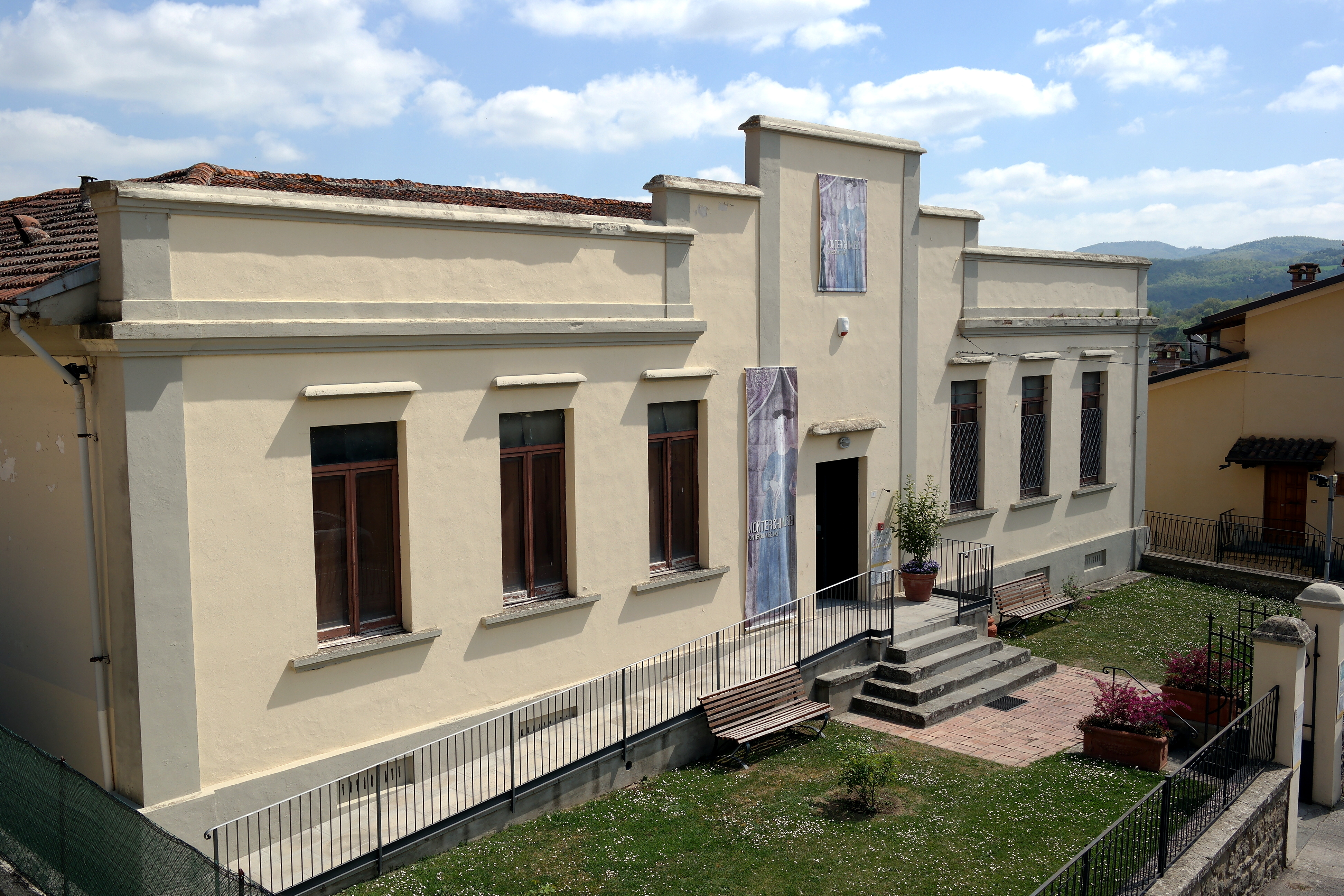
Le musée accueillant la Madonna del Parto à Monterchi.

La propriété de l'œuvre fait l'objet de débats entre la commune de Monterchi, l'Église catholique et le ministère de la Culture italien. L'Église catholique a cédé l'église Santa Maria di Momentana et ses abords à la ville de Monterchi au XVIIIe siècle afin de construire un cimetière, ce qui pousse la commune à revendiquer la propriété de la fresque elle-même. L'œuvre, désormais située dans une école à l'entrée du village, alors que l'église qui l'abritait était située à l'écart, représente l'unique point d'attraction pour les touristes, qui sont au nombre de 30 000 par an.
En 2003, le diocèse local réclame la propriété de la fresque devant les tribunaux, tandis que le ministère de la culture prépare un projet de retour de la fresque dans son église d'origine. En 2009, un accord est trouvé pour transférer la fresque dans une église située en face de l'ancienne école, donc à proximité du centre du village, mais cette solution nécessite une rénovation du site, ce qui bloque le projet (encore inabouti en avril 2022)[réf. à confirmer].

## Description
La fresque représente la Vierge enceinte, debout et face au spectateur dans une attitude impassible, hiératique, à la manière des représentations byzantines, comme privée de sentiments (certains y voient une figure rude, paysanne, par laquelle l'artiste voulut se démarquer des habituels profils à cheveux longs et blonds représentant la Vierge). 
La main gauche est posée sur la hanche, la droite qui soutient son ventre proéminent (ou est glissée dans la fente de sa robe entrouverte sur un jupon blanc), témoigne de sa grossesse. 
Elle est entourée de deux anges spéculaires, parfaitement symétriques car réalisés à partir d'un même carton et de couleurs opposées, qui écartent délicatement les pans du rideau du baldaquin, brodé de grenades symbolisant la Passion du Christ.

## Iconographie
C'est un exemple typique de Vierge enceinte, thème iconographique précédant chronologiquement la Vierge à l'Enfant mais bien moins répandu dans les arts.

## Analyse
L'interprétation la plus courante quant à l'œuvre est que ce baldaquin serait une représentation de l'Église. Marie au centre symboliserait l'Eucharistie puisqu'en elle siège le corps du Christ.

## Culture
« La logique d'une telle peinture devait engendrer, et cela n'a pas manqué de se faire, des statuettes avec un hublot à travers lequel les dévots pouvaient apercevoir le petit Jésus à naître (ce schéma de l'homme saint, ou de la femme sainte, devenue par sainteté « tabernacle du divin », a donné naissance, par exemple dans l'aire bouddhique, à des statues comparables). »

### Au cinéma
Une scène du film Le Professeur, de Valerio Zurlini (1972), a été tournée dans l'église où se trouvait alors le tableau.
Dans la première scène du film Nostalghia (1982) d'Andreï Tarkovski, le personnage principal, un Russe exilé en Italie, vient voir la Madonna del Parto, qui lui rappelle sa femme, mais n'entre finalement pas dans la chapelle. La scène est filmée avec une reproduction du tableau installée dans la crypte d'une église située à 120 kilomètres de Monterchi.